# Osłowo (województwo kujawsko-pomorskie)
Osłowo – wieś w Polsce położona w województwie kujawsko-pomorskim, w powiecie świeckim, w gminie Jeżewo.
W latach 1975–1998 miejscowość położona była w województwie bydgoskim. Według Narodowego Spisu Powszechnego (III 2011 r.) liczyła 165 mieszkańców. Jest dziewiątą co do wielkości miejscowością gminy Jeżewo.

## Historia
Osłowo to stara kociewska wieś. Pierwsza historyczna nazwa pochodzi z 1328 r. i została zapisana jako Oslovo. Następne to: Oslaw (1430 r.), Ioanni Oslowski (1526 r.), Osłowo (1583 r.), niem. Oslowo. Z wszystkich zapisów wynika, że nazwa wsi jest nazwą dzierżawczą i pochodzi od nazwy osobowej Osieł z formantem - owo.
Dzieje wsi sięgają początku panowania Krzyżaków na Pomorzu Gdańskim (1309 r.). Pierwsza wzmianka historyczna o wsi pochodzi z 1328 r. Od najdawniejszych czasów Osłowo było własnością rycerską, a później szlachecką. Pierwszymi udokumentowanymi właścicielami wsi byli Osłowscy (1526 r.), którzy wywodzili się z rodu Kalksteinów. W 1667 r. Osłowo znalazło się w rękach Fabiana Kosa - wojewody chełmińskiego, który w latach 1667-1669 wydał wieś w dzierżawę za 800 guldenów polskich. Pod koniec XVII stulecia wieś wróciła do Osłowskich. W 1797 r. Osłowo nabyli Komierowscy, a następnie w latach 1805-1829 Osłowo należało do Wolszlegierów. W 1829 r. w wyniku separacji dóbr osada stała się własnością państwa pruskiego.
Pierwsze informacje o obszarze wsi pochodzą z 1570 r. i podają, że wieś miała 10,5 łanów (ok. 180 ha), w 1772 r. - 9 łanów (ok. 155 ha), w 1921 r. - 218 ha. Pierwsze dane liczbowe o mieszkańcach Osłowa pochodzą z 1772 r. - we wsi żyło 69 osób. W sto lat później (1885 r.) osadę zamieszkiwało 256 osób z tego aż 248 było wyznania ewangelickiego, co równoznaczne było z przynależnością do narodu niemieckiego. Do polskości i katolicyzmu przyznawało się osiem osób. Warto odnotować to, że we wsi w 1772 r. była szkoła ewangelicka. W 1886 r. wybudowano dla niej budynek, który przetrwał do dziś (obecnie jest miejscem świetlicy wiejskiej).